# Finnkampen 2021
Finnkampen 2021 var den 81:a finnkampen i friidrott mellan Finland och Sverige. Den avgjordes på Stockholms stadion i Stockholm mellan den 4 och 5 september 2021.
I seniorkampen tävlades det i 42 grenar (21 för män och 21 för kvinnor) och i ungdomskampen tävlades det i 40 grenar (20 för pojkar och 20 för flickor). Sverige tog en dubbelseger i seniorkampen.

## Seniorkampen
I varje individuell gren har nationerna tre tävlande vardera. Poängberäkningen går till så att ettan får sju poäng, tvåan får fem poäng, trean får fyra poäng, fyran får tre poäng, femman får två poäng och sexan får en poäng. I stafetterna får vinnande nation fem poäng och tvåan får två poäng. Poäng utdelas endast om deltagarna fullföljer grenen. Uteblivet resultat ger noll poäng. Halva poäng kan förekomma när flera tävlandes resultat inte går att skilja åt.

### Herrar

#### Resultat
| Gren           | Poäng SVE–FIN | Etta                                                                         | Tvåa                                                                  | Trea                       | Fyra                     | Femma                     | Sexa                                   |
| -------------- | ------------- | ---------------------------------------------------------------------------- | --------------------------------------------------------------------- | -------------------------- | ------------------------ | ------------------------- | -------------------------------------- |
| 100 m          | 12–10         | Samuel Purola (FIN)                                                          | Henrik Larsson (SVE)                                                  | Austin Hamilton (SVE)      | Thomas Jones (SVE)       | Samuli Samuelsson (FIN)   | Oskari Lehtonen (FIN)                  |
| 100 m          | 12–10         | 10,45 s                                                                      | 10,48 s                                                               | 10,62 s                    | 10,64 s                  | 10,73 s                   | 10,94 s                                |
| 200 m          | 9–13          | Samuel Purola (FIN)                                                          | Henrik Larsson (SVE)                                                  | Roope Saarinen (FIN)       | Anders Pihlblad (SVE)    | Samuli Samuelsson (FIN)   | Desmond Rogo (SVE)                     |
| 200 m          | 9–13          | 20,84 s                                                                      | 20,88 s                                                               | 21,30 s                    | 21,41 s                  | 21,47 s                   | 21,50 s                                |
| 400 m          | 15–7          | Carl Bengtström (SVE)                                                        | Nick Ekelund-Arenander (SVE)                                          | Erik Back (FIN)            | Emil Johansson (SVE)     | Viljami Kaasalainen (FIN) | Filiph Johansson (FIN)                 |
| 400 m          | 15–7          | 45,98 s 0PB0                                                                 | 46,85 s                                                               | 47,14 s 0PB0               | 47,15 s                  | 47,85 s                   | 48,78 s                                |
| 800 m          | 14–8          | Erik Martinsson (SVE)                                                        | Andreas Kramer (SVE)                                                  | Ville Lampinen (FIN)       | Markus Teijula (FIN)     | Alexander Lundskog (SVE)  | Joonas Rinne (FIN)                     |
| 800 m          | 14–8          | 1.46,59                                                                      | 1.47,49                                                               | 1.47,95                    | 1.50,04                  | 1.50,15                   | 1.50,70                                |
| 1 500 m        | 12–10         | Johan Rogestedt (SVE)                                                        | Joonas Rinne (FIN)                                                    | Samuel Pihlström (SVE)     | Konsta Hämäläinen (FIN)  | Santtu Heikkinen (FIN)    | Abubakar Abdullahi (SVE)               |
| 1 500 m        | 12–10         | 3.44,62                                                                      | 3.45,35                                                               | 3.45,74                    | 3.47,27                  | 3.47,51                   | 3.50,94                                |
| 5 000 m        | 14–8          | Andreas Almgren (SVE)                                                        | Emil Danielsson (SVE)                                                 | Eero Saleva (FIN)          | Ossi Kekki (FIN)         | Omar Ismail (SVE)         | Otto Kaario (FIN)                      |
| 5 000 m        | 14–8          | 13.29,26 0MR0PB0                                                             | 14.12,35                                                              | 14.19,30                   | 14.20,74                 | 14.37,89                  | 14.54,16                               |
| 10 000 m       | 16–6          | Suldan Hassan (SVE)                                                          | Oliver Löfqvist (SVE)                                                 | Olle Ahlberg (SVE)         | Antti Ihamäki (FIN)      | Mika Kotiranta (FIN)      | Miika Tenhunen (FIN)                   |
| 10 000 m       | 16–6          | 28.48,92                                                                     | 29.06,35 0PB0                                                         | 30.09,92                   | 30.31,91                 | 30.55,22                  | 31.37,50                               |
| 110 m häck     | 7–14          | Elmo Lakka (FIN)                                                             | Fredrick Ekholm (SVE)                                                 | Valtteri Kalliokulju (FIN) | Santeri Kuusiniemi (FIN) | Elias Martinsson (SVE)    | Max Hrelja (SVE)                       |
| 110 m häck     | 7–14          | 13,85 s                                                                      | 14,28 s                                                               | 14,29 s                    | 14,58 s                  | 14,90 s                   | Diskvalificerad                        |
| 400 m häck     | 13–9          | Carl Bengtström (SVE)                                                        | Jonni Blomqvist (FIN)                                                 | Johan Claeson (SVE)        | Tuomas Lehtonen (FIN)    | Viktor Bondesson (SVE)    | Lauri Eneh (FIN)                       |
| 400 m häck     | 13–9          | 49,24 s 0PB0                                                                 | 50,68 s                                                               | 50,91 s                    | 50,93 s                  | 51,67 s                   | 53,18 s                                |
| 3 000 m hinder | 10–12         | Topi Raitanen (FIN)                                                          | Vidar Johansson (SVE)                                                 | Eemil Helander (FIN)       | Simon Sundström (SVE)    | Axel Djurberg (SVE)       | Hannu Granberg (FIN)                   |
| 3 000 m hinder | 10–12         | 8.39,00                                                                      | 8.41,84                                                               | 8.42,12                    | 8.48,35                  | 8.55,49                   | 9.06,70                                |
| 4 × 100 m      | 2–5           | Finland Samuli Samuelsson Roope Saarinen Oskari Lehtonen Samuel Purola       | Sverige Thomas Jones Austin Hamilton Viktor Thor Zion Eriksson        |                            |                          |                           |                                        |
| 4 × 100 m      | 2–5           | 39,76 s                                                                      | 39,99 s                                                               |                            |                          |                           |                                        |
| 4 × 400 m      | 5–2           | Sverige Emil Johansson Anders Pihlblad Andreas Kramer Nick Ekelund-Arenander | Finland Viljami Kaasalainen Tuomas Lehtonen Jonni Blomqvist Erik Back |                            |                          |                           |                                        |
| 4 × 400 m      | 5–2           | 3.05,81 0MR0                                                                 | 3.09,76                                                               |                            |                          |                           |                                        |
| Gång 10 km     | 9–12          | Perseus Karlström (SVE)                                                      | Aleksi Ojala (FIN)                                                    | Joni Hava (FIN)            | Sajan Irincheev (FIN)    | Christer Svensson (SVE)   | Remo Karlström (SVE)                   |
| Gång 10 km     | 9–12          | 39.32,63                                                                     | 40.59,94 0SB0                                                         | 43.34,38                   | 44.04,07                 | 48.57,71 0PB0             | Diskvalificerad                        |
| Höjdhopp       | 14–8          | Fabian Delryd (SVE)                                                          | Oskar Lundqvist (SVE)                                                 | Arttu Mattila (FIN)        | Daniel Kosonen (FIN)     | Arvid Ryberg (SVE)        | Matias Mustonen (FIN)                  |
| Höjdhopp       | 14–8          | 2,16 m                                                                       | 2,13 m 0SB0                                                           | 2,09 m                     | 2,09 m                   | 2,05 m                    | 2,05 m                                 |
| Stavhopp       | 6–16          | Mikko Paavola (FIN)                                                          | Tommi Holttinen (FIN)                                                 | Urho Kujanpää (FIN)        | Robin Jacobsson (SVE)    | Micael Fagö (SVE)         | Carl-Einar Söderström Eskonniemi (SVE) |
| Stavhopp       | 6–16          | 5,60 m                                                                       | 5,45 m                                                                | 5,32 m                     | 5,00 m                   | 4,88 m 0SB0               | 4,76 m                                 |
| Längdhopp      | 12–10         | Thobias Montler (SVE)                                                        | Simo Lipsanen (FIN)                                                   | Andreas Carlsson (SVE)     | Kalle Salminen (FIN)     | Pyry Keränen (FIN)        | Jonatan Hirsh (SVE)                    |
| Längdhopp      | 12–10         | 8,24 m 0MR0                                                                  | 7,59 m 0SB0                                                           | 7,59 m                     | 7,48 m                   | 7,41 m                    | 7,25 m                                 |
| Tresteg        | 8–14          | Simo Lipsanen (FIN)                                                          | Tuomas Kaukolahti (FIN)                                               | Isak Persson (SVE)         | Gabriel Wallmark (SVE)   | Topias Koukkula (FIN)     | Erik Ehrlin (SVE)                      |
| Tresteg        | 8–14          | 16,23 m                                                                      | 15,87 m                                                               | 15,69 m                    | 15,63 m                  | 15,62 m                   | 15,50 m                                |
| Kula           | 15–7          | Wictor Petersson (SVE)                                                       | Viktor Gardenkrans (SVE)                                              | Arttu Kangas (FIN)         | Jesper Arbinge (SVE)     | Arttu Korkeasalo (FIN)    | Eero Ahola (FIN)                       |
| Kula           | 15–7          | 20,21 m                                                                      | 18,88 m =0SB0                                                         | 18,78 m                    | 18,60 m                  | 18,58 m                   | 17,67 m                                |
| Diskus         | 15–7          | Daniel Ståhl (SVE)                                                           | Simon Pettersson (SVE)                                                | Frantz Kruger (FIN)        | Jakob Gardenkrans (SVE)  | Juha Lahdenranta (FIN)    | Rami Kankaanpää (FIN)                  |
| Diskus         | 15–7          | 69,09 m                                                                      | 63,97 m                                                               | 59,26 m                    | 56,44 m                  | 51,29 m                   | 50,26 m                                |
| Slägga         | 7–15          | Aaron Kangas (FIN)                                                           | Henri Liipola (FIN)                                                   | Ragnar Carlsson (SVE)      | Tuomas Seppänen (FIN)    | Oscar Vestlund (SVE)      | Mattias Lindberg (SVE)                 |
| Slägga         | 7–15          | 73,71 m                                                                      | 73,18 m                                                               | 72,36 m                    | 72,19 m                  | 66,65 m                   | 63,68 m                                |
| Spjut          | 10–12         | Kim Amb (SVE)                                                                | Topias Laine (FIN)                                                    | Toni Kuusela (FIN)         | Jami Kinnunen (FIN)      | Jakob Samuelsson (SVE)    | Sebastian Thörngren (SVE)              |
| Spjut          | 10–12         | 80,88 m                                                                      | 79,84 m                                                               | 79,09 m                    | 76,64 m                  | 73,92 m                   | 70,62 m                                |
| Trekamp        | 14–8          | Fredrik Samuelsson (SVE)                                                     | Tarmo Savola (FIN)                                                    | Rasmus Elfgaard (SVE)      | Andreas Gustafsson (SVE) | Juuso Hassi (FIN)         | Leo Uusimäki (FIN)                     |
| Trekamp        | 14–8          | 2 445 p                                                                      | 2 254 p                                                               | 2 224 p                    | 2 194 p                  | 2 145 p                   | 2 066 p                                |

#### Totalställning
|               | Poäng Sverige–Finland |
| ------------- | --------------------- |
| Efter dag 1   | 125–101               |
| Slutställning | 230–201               |

### Damer

#### Resultat
| Gren           | Poäng SVE–FIN | Etta                                                                    | Tvåa                                                                       | Trea                     | Fyra                             | Femma                                | Sexa                    |
| -------------- | ------------- | ----------------------------------------------------------------------- | -------------------------------------------------------------------------- | ------------------------ | -------------------------------- | ------------------------------------ | ----------------------- |
| 100 m          | 10–12         | Lotta Kemppinen (FIN)                                                   | Julia Henriksson (SVE)                                                     | Anniina Kortetmaa (FIN)  | Wilma Rosenquist (SVE)           | Daniella Busk (SVE)                  | Johanna Kylmänen (FIN)  |
| 100 m          | 10–12         | 11,57 s                                                                 | 11,67 s                                                                    | 11,74 s                  | 11,74 s                          | 11,75 s                              | 11,80 s                 |
| 200 m          | 15–7          | Moa Hjelmer (SVE)                                                       | Lisa Lilja (SVE)                                                           | Anniina Kortetmaa (FIN)  | Elvira Tanderud (SVE)            | Mette Baas (FIN)                     | Milja Thureson (FIN)    |
| 200 m          | 15–7          | 23,15 s 0PB0                                                            | 23,54 s                                                                    | 23,63 s                  | 23,65 s                          | 23,69 s 0PB0                         | 23,76 s 0SB0            |
| 400 m          | 9–13          | Mette Baas (FIN)                                                        | Moa Hjelmer (SVE)                                                          | Viivi Lehikoinen (FIN)   | Sandra Knezevic (SVE)            | Milja Thureson (FIN)                 | Lova Perman (SVE)       |
| 400 m          | 9–13          | 52,66 s 0PB0                                                            | 52,70 s 0SB0                                                               | 53,50 s                  | 53,60 s 0PB0                     | 54,44 s                              | 55,04 s                 |
| 800 m          | 14–8          | Lovisa Lindh (SVE)                                                      | Sara Kuivisto (FIN)                                                        | Yolanda Ngarambe (SVE)   | Wilma Nielsen (SVE)              | Viola Westling (FIN)                 | Helmi Vuorimaa (FIN)    |
| 800 m          | 14–8          | 2.03,26                                                                 | 2.03,57                                                                    | 2.04,88                  | 2.05,13                          | 2.06,31                              | 2.09,20                 |
| 1 500 m        | 10–12         | Sara Kuivisto (FIN)                                                     | Yolanda Ngarambe (SVE)                                                     | Hanna Hermansson (SVE)   | Ilona Mononen (FIN)              | Reetta Joronen (FIN)                 | Wilma Nielsen (SVE)     |
| 1 500 m        | 10–12         | 4.09,40 0MR0                                                            | 4.10,78                                                                    | 4.11,13                  | 4.17,31 0PB0                     | 4.22,51                              | 4.30,02                 |
| 5 000 m        | 14–8          | Meraf Bahta (SVE)                                                       | Camilla Richardsson (FIN)                                                  | Samrawit Mengsteab (SVE) | Sara Christiansson (SVE)         | Nina Chydenius (FIN)                 | Suvi Miettinen (FIN)    |
| 5 000 m        | 14–8          | 15.46,30                                                                | 15.48,09 0SB0                                                              | 15.54,17 0SB0            | 15.55,85                         | 16.15,81                             | 16.58,22                |
| 10 km väg      | 16–6          | Meraf Bahta (SWE)                                                       | Sarah Lahti (SWE)                                                          | Carolina Wikström (SWE)  | Johanna Peiponen (FIN)           | Nina Chydenius (FIN)                 | Laura Manninen (FIN)    |
| 10 km väg      | 16–6          | 32.41                                                                   | 32.42                                                                      | 33.28                    | 34.00                            | 34.03                                | 34.34                   |
| 100 m häck     | 7–15          | Reetta Hurske (FIN)                                                     | Anni Siirtola (FIN)                                                        | Julia Wennersten (SVE)   | Saara Keskitalo (FIN)            | Hanna Palmqvist (SVE)                | Amanda Hansson (SVE)    |
| 100 m häck     | 7–15          | 13,30 s                                                                 | 13,41 s                                                                    | 13,44 s 0PB0             | 13,53 s                          | 13,67 s                              | 14,32 s                 |
| 400 m häck     | 9–13          | Viivi Lehikoinen (FIN)                                                  | Nea Mattila (FIN)                                                          | Moa Granat (SVE)         | Hanna Karlsson (SVE)             | Ebba Svantesson (SVE)                | Frida Hämäläinen (FIN)  |
| 400 m häck     | 9–13          | 55,86 s                                                                 | 56,72 s 0PB0                                                               | 56,84 s 0PB0             | 59,07 s                          | 59,47 s 0PB0                         | 59,78 s                 |
| 3 000 m hinder | 13–9          | Emilia Lillemo (SVE)                                                    | Camilla Richardsson (FIN)                                                  | Caroline Högardh (SVE)   | Moona Korkealaakso (FIN)         | Emma Dahl (SVE)                      | Emma Katajalaakso (FIN) |
| 3 000 m hinder | 13–9          | 9.54,24                                                                 | 9.57,31 0SB0                                                               | 10.11,09                 | 10.11,68 0PB0                    | 10.27,87                             | 10.30,22                |
| 4 × 100 m      | 5–2           | Sverige Elvira Tanderud Wilma Rosenquist Daniella Busk Julia Henriksson | Finland Johanna Kylmänen Anna Pursiainen Anniina Kortetmaa Lotta Kemppinen |                          |                                  |                                      |                         |
| 4 × 100 m      | 5–2           | 43,64 s                                                                 | 44,17 s                                                                    |                          |                                  |                                      |                         |
| 4 × 400 m      | 2–5           | Finland Milja Thureson Viivi Lehikoinen Aino Pulkkinen Mette Baas       | Sverige Klara Helander Lova Perman Lisa Lilja Moa Hjelmer                  |                          |                                  |                                      |                         |
| 4 × 400 m      | 2–5           | 3.33,89                                                                 | 3.35,58                                                                    |                          |                                  |                                      |                         |
| Gång 5 km      | 6–16          | Anniina Kivimäki (FIN)                                                  | Elisa Neuvonen (FIN)                                                       | Heta Veikkola (FIN)      | Monica Svensson (SVE)            | Helena Sandmer (SVE)                 | Ellinor Hogrell (SVE)   |
| Gång 5 km      | 6–16          | 22.34,31 0PB0                                                           | 22.34,45 0PB0                                                              | 22.48,91 0PB0            | 24.13,43 0PB0                    | 28.36,60                             | 30.28,39                |
| Höjdhopp       | 12,5–9,5      | Erika Kinsey (SVE)                                                      | Ella Junnila (FIN)                                                         | Bianca Salming (SVE)     | Sini Lällä (FIN)                 | Sofie Skoog (SVE) · Heta Tuuri (FIN) |                         |
| Höjdhopp       | 12,5–9,5      | 1,88 m                                                                  | 1,88 m                                                                     | 1,85 m                   | 1,82 m                           | 1,77 m                               |                         |
| Stavhopp       | 9–12          | Elina Lampela (FIN)                                                     | Saga Andersson (FIN)                                                       | Michaela Meijer (SVE)    | Linnea Jönsson (SVE)             | Gabriella Jönsson (SVE)              | Wilma Murto (FIN)       |
| Stavhopp       | 9–12          | 4,34 m                                                                  | 4,26 m                                                                     | 4,16 m                   | 4,16 m                           | 3,84 m                               | Inget giltigt hopp      |
| Längdhopp      | 16–6          | Khaddi Sagnia (SVE)                                                     | Maja Åskag (SVE)                                                           | Kaiza Karlén (SVE)       | Senni Salminen (FIN)             | Kira Kytölä (FIN)                    | Taika Koilahti (FIN)    |
| Längdhopp      | 16–6          | 6,76 m                                                                  | 6,30 m                                                                     | 6,24 m                   | 6,18 m                           | 6,07 m                               | 6,00 m                  |
| Tresteg        | 9–13          | Senni Salminen (FIN)                                                    | Rebecka Abrahamsson (SVE)                                                  | Kira Kytölä (FIN)        | Malin Otterling Marmbrandt (SVE) | Elina Kostiainen (FIN)               | Madeleine Nilsson (SVE) |
| Tresteg        | 9–13          | 13,98 m                                                                 | 13,64 m 0PB0                                                               | 13,40 m 0SB0             | 13,08 m 0SB0                     | 13,05 m 0PB0                         | 12,56 m                 |
| Kula           | 14–8          | Fanny Roos (SVE)                                                        | Senja Mäkitörmä (FIN)                                                      | Sara Lennman (SVE)       | Frida Åkerström (SVE)            | Kaisa Kymäläinen (FIN)               | Emilia Kangas (FIN)     |
| Kula           | 14–8          | 18,65 m 0MR0                                                            | 17,21 m                                                                    | 16,97 m                  | 16,16 m                          | 15,31 m                              | 14,89 m                 |
| Diskus         | 11–11         | Salla Sipponen (FIN)                                                    | Emma Ljungberg (SVE)                                                       | Vanessa Kamga (SVE)      | Katri Hirvonen (FIN)             | Mathilda Eriksson (SVE)              | Helena Leveelahti (FIN) |
| Diskus         | 11–11         | 56,69 m                                                                 | 54,45 m                                                                    | 54,37 m                  | 54,26 m 0SB0                     | 53,02 m                              | 52,10 m                 |
| Slägga         | 7–15          | Silja Kosonen (FIN)                                                     | Krista Tervo (FIN)                                                         | Grete Ahlberg (SVE)      | Suvi Koskinen (FIN)              | Tracey Andersson (SVE)               | Sara Forssell (SVE)     |
| Slägga         | 7–15          | 70,70 m                                                                 | 69,92 m                                                                    | 66,83 m                  | 66,09 m                          | 63,41 m                              | 63,07 m                 |
| Spjut          | 7–15          | Sanne Erkkola (FIN)                                                     | Saara Lipsanen (FIN)                                                       | Carolin Näslund (SVE)    | Anni-Linnea Alanen (FIN)         | Matilda Elfgaard (SVE)               | Elisabeth Lithell (SVE) |
| Spjut          | 7–15          | 58,81 m                                                                 | 53,65 m                                                                    | 52,71 m                  | 51,08 m                          | 50,38 m                              | 46,08 m                 |
| Trekamp        | 14–8          | Bianca Salming (SVE)                                                    | Amanda Holmberg (SVE)                                                      | Miia Sillman (FIN)       | Amanda Liljendal (FIN)           | Sophie Reid (SVE)                    | Jessica Rautelin (FIN)  |
| Trekamp        | 14–8          | 2 727 p                                                                 | 2 545 p                                                                    | 2 496 p                  | 2 403 p                          | 2 357 p                              | 2 312 p                 |

#### Totalställning
|               | Poäng Sverige–Finland |
| ------------- | --------------------- |
| Efter dag 1   | 127–99                |
| Slutställning | 223,5–207,5           |

## Ungdomskampen

### Pojkar

#### Resultat
| Gren           | Poäng SVE–FIN | Etta                                                                   | Tvåa                                                                | Trea                     | Fyra                    |
| -------------- | ------------- | ---------------------------------------------------------------------- | ------------------------------------------------------------------- | ------------------------ | ----------------------- |
| 100 m          | 6–5           | Alex Apelgrim (SVE)                                                    | Kasperi Vehmaa (FIN)                                                | Niklas Viikisalo (FIN)   | Isak Hughes (SVE)       |
| 100 m          | 6–5           | 11,06 s                                                                | 11,14 s                                                             | 11,15 s                  | 24,67 s                 |
| 200 m          | 8–3           | Erik Erlandsson (SVE)                                                  | Lucas Törnström (SVE)                                               | Rasmus Vehmaa (FIN)      | Niklas Viikisalo (FIN)  |
| 200 m          | 8–3           | 21,58 s                                                                | 21,99 s 0PB0                                                        | 22,21 s                  | 22,30 s                 |
| 400 m          | 3–7           | Antti Sainio (FIN)                                                     | Erik Skoglund (SVE)                                                 | Jere Haapalainen (FIN)   | Robin Turan (SVE)       |
| 400 m          | 3–7           | 49,46 s 0PB0                                                           | 49,83 s                                                             | 50,16 s                  | Diskvalificerad         |
| 800 m          | 8–3           | Valter Kjellberg (SVE)                                                 | Viktor Skoglund (SVE)                                               | Konsta Uuttera (FIN)     | Martti Majuri (FIN)     |
| 800 m          | 8–3           | 2.01,65                                                                | 2.01,83                                                             | 2.02,14                  | 2.03,71                 |
| 1 500 m        | 7–4           | Jonathan Grahn (SVE)                                                   | Luukas Kontro (FIN)                                                 | Samuel Berhane (SVE)     | Sisu Moilanen (FIN)     |
| 1 500 m        | 7–4           | 3.57,46                                                                | 4.08,04                                                             | 4.09,50                  | 4.10,16                 |
| 3 000 m        | 7–3           | Jonathan Grahn (SVE)                                                   | Luukas Kontro (FIN)                                                 | Nils Olsson (SVE)        | Ilmari Lehmus (FIN)     |
| 3 000 m        | 7–3           | 8.24,73 0PB0                                                           | 8.49,43                                                             | 8.50,84 0PB0             | DNF                     |
| 2 000 m hinder | 8–3           | Markus Andersson (SVE)                                                 | Linus Jansson (SVE)                                                 | Sisu Moilanen (FIN)      | Jimi Alastalo (FIN)     |
| 2 000 m hinder | 8–3           | 6.00,52 0PB0                                                           | 6.05,59 0PB0                                                        | 6.11,04 0PB0             | 6.34,66                 |
| 110 m häck     | 3–8           | Rasmus Vehmaa (FIN)                                                    | Konsta Kankainen (FIN)                                              | Isac Svensson (SVE)      | Albin Edgert (SVE)      |
| 110 m häck     | 3–8           | 13,86 s                                                                | 14,13 s                                                             | 14.57 s                  | 14,72 s                 |
| 300 m häck     | 3–8           | Antti Sainio (FIN)                                                     | Jere Haapalainen (FIN)                                              | Olle Billgren (SVE)      | Victor Törnström (SVE)  |
| 300 m häck     | 3–8           | 36,90 s 0MR0 PB0                                                       | 37,92 s 0PB0                                                        | 38,49 s                  | 38,51 s                 |
| 4 × 100 m      | 5–2           | Sverige Victor Törnström Edvin Assarsson Erik Erlandsson Alex Apelgrim | Finland Niklas Viikisalo Kasperi Vehmaa Rasmus Vehmaa Benjamin Olli |                          |                         |
| 4 × 100 m      | 5–2           | 41,25 s                                                                | 41,70 s                                                             |                          |                         |
| 4 × 400 m      | 2–5           | Finland Antti Sainio Miska Koponen Konsta Uuttera Jere Haapalainen     | Sverige Viktor Skoglund Erik Erlandsson Erik Skoglund Robin Turan   |                          |                         |
| 4 × 400 m      | 2–5           | 3.21,17                                                                | 3.22,18                                                             |                          |                         |
| Höjdhopp       | 7–4           | Melwin Lycke Holm (SVE)                                                | Johan Grönroos (FIN)                                                | Felix Ridderstråle (SVE) | Teemu Laurikainen (FIN) |
| Höjdhopp       | 7–4           | 2,04 m                                                                 | 1,98 m                                                              | 1,95 m 0PB0              | 1,95 m                  |
| Stavhopp       | 8–2           | Linus Jönsson (SVE)                                                    | William Asker (SVE)                                                 | Eemil Hallikainen (FIN)  | Otto Hiivola (FIN)      |
| Stavhopp       | 8–2           | 4,90 m 0PB0                                                            | 4,64 m                                                              | 4,53 m                   | Inget giltigt hopp      |
| Längdhopp      | 5–6           | Kasperi Vehmaa (FIN)                                                   | Noel Rudberg (SVE)                                                  | Isac Svensson (SVE)      | Benjamin Olli (FIN)     |
| Längdhopp      | 5–6           | 7,50 m 0MR0 PB0                                                        | 7,01 m 0PB0                                                         | 6,90 m 0PB0              | 6,79 m                  |
| Tresteg        | 8–3           | Aron Swartz (SVE)                                                      | Oden Grahm Goles (SVE)                                              | Deshawn Holopainen (FIN) | Sami Bärlund (FIN)      |
| Tresteg        | 8–3           | 14,22 m 0PB0                                                           | 14,15 m 0PB0                                                        | 13,75 m                  | 13,64 m                 |
| Kula           | 6–5           | Leo Zikovic (SVE)                                                      | Paavo Puro (FIN)                                                    | Juho Suominen (FIN)      | Jesper Lindqvist (SVE)  |
| Kula           | 6–5           | 19,39 m                                                                | 16,92 m 0PB0                                                        | 15,41 m                  | 13,75 m                 |
| Diskus         | 3–8           | Max Lampinen (FIN)                                                     | Kosti Saine (FIN)                                                   | Adam Hellbom (SVE)       | Viktor Rönnqvist (SVE)  |
| Diskus         | 3–8           | 52,46 m                                                                | 52,40 m                                                             | 50,13 m                  | 47,37 m                 |
| Slägga         | 3–8           | Max Lampinen (FIN)                                                     | Simo Piirainen (FIN)                                                | Fabian Mix (SVE)         | Niklas Lundahl (SVE)    |
| Slägga         | 3–8           | 78,19 m                                                                | 62,39 m                                                             | 55,50 m                  | 55,07 m                 |
| Spjut          | 4–7           | Otto Hämäläinen (FIN)                                                  | Viktor Lögdahl (SVE)                                                | Lenni Yli-Kotila (FIN)   | Filip Sundin (SVE)      |
| Spjut          | 4–7           | 68,77 m 0PB0                                                           | 62,22 m                                                             | 58,49 m                  | 58,30 m                 |
| Trekamp        | 4–7           | Joonas Lapinkero (FIN)                                                 | Oscar Niklasson (SVE)                                               | Juho Kallio (FIN)        | Ludvig Jaasund (SVE)    |
| Trekamp        | 4–7           | 2 214 p                                                                | 2 207 p                                                             | 2 139 p                  | 2 134 p                 |

#### Totalställning
|                           | Poäng Sverige–Finland |
| ------------------------- | --------------------- |
| Efter dag 1               | 62–52                 |
| Slutställning (20 grenar) | 108–101               |

### Flickor

#### Resultat
| Gren           | Poäng SVE–FIN | Etta                                                               | Tvåa                                                         | Trea                        | Fyra                    |
| -------------- | ------------- | ------------------------------------------------------------------ | ------------------------------------------------------------ | --------------------------- | ----------------------- |
| 100 m          | 8–3           | Elvira Tanderud (SVE)                                              | Emilia Franzén (SVE)                                         | Essi Niskala (FIN)          | Inkeri Ahokas (FIN)     |
| 100 m          | 8–3           | 11,55 s 0MR0 =0SB0                                                 | 12,06 s                                                      | 12,25 s 0PB0                | 12,41 s                 |
| 200 m          | 8–3           | Nora Lindahl (SVE)                                                 | Ella Borg (SVE)                                              | Inka Pöyry (FIN)            | Inkeri Ahokas (FIN)     |
| 200 m          | 8–3           | 24,42 s 0PB0                                                       | 24,82 s                                                      | 25,08 s 0PB0                | 25,35 s                 |
| 400 m          | 3–8           | Teresa Perttilä (FIN)                                              | Laura Loponen (FIN)                                          | Elin Joabsson (SVE)         | Emilia Mandl (SVE)      |
| 400 m          | 3–8           | 55,49 s                                                            | 56,39 s                                                      | 57,88 s 0PB0                | 58,55 s                 |
| 800 m          | 6–5           | Ebba Cronholm (SVE)                                                | Teresa Perttilä (FIN)                                        | Sini Rajaniemi (FIN)        | Paulina Hultberg (SVE)  |
| 800 m          | 6–5           | 2.16,32                                                            | 2.16,45                                                      | 2.18,05                     | 2.20,82                 |
| 1 500 m        | 8–3           | Saga Provci (SVE)                                                  | Johanna Hofvendahl (SVE)                                     | Nelli Viskari (FIN)         | Saana Lappalainen (FIN) |
| 1 500 m        | 8–3           | 4.37,20                                                            | 4.39,51 0PB0                                                 | 4.39,92 0PB0                | 4.52,93                 |
| 3 000 m        | 5–6           | Nelli Viskari (FIN)                                                | Alma Svantesson (SVE)                                        | Sofia Wallén (SVE)          | Eva Peltopuro (FIN)     |
| 3 000 m        | 5–6           | 10.03,85                                                           | 10.12,45                                                     | 10.27,39                    | 10.40,65                |
| 1 500 m hinder | 8–3           | Agnes Thundal (SVE)                                                | Lowa Branth (SVE)                                            | Nora Kytäjä (FIN)           | Eva Peltopuro (FIN)     |
| 1 500 m hinder | 8–3           | 4.54,27 0PB0                                                       | 4.59,98 0SB0                                                 | 5.10,92                     | 5.17,14 0PB0            |
| 100 m häck     | 3–8           | Jenna Vakkilainen (FIN)                                            | Liina Tervo (FIN)                                            | Maya Bergström-Weekes (SVE) | Ebba Eklund (SVE)       |
| 100 m häck     | 3–8           | 13,57 s                                                            | 13,85 s                                                      | 14,25 s 0PB0                | 14,48 s                 |
| 300 m häck     | 3–8           | Laura Loponen (FIN)                                                | Essi Niskala (FIN)                                           | Lathifa Afrah (SVE)         | Lizette Carlsson (SVE)  |
| 300 m häck     | 3–8           | 41,82 s                                                            | 41,87 s                                                      | 45,40 s                     | 47,22 s                 |
| 4 × 100 m      | 2–5           | Finland Minea Fogelholm Inka Pöyry Essi Niskala Inkeri Ahokas      | Sverige Ella Borg Nora Lindahl Ella Uddenäs Emilia Franzén   |                             |                         |
| 4 × 100 m      | 2–5           | 47,02 s                                                            | 47,12 s                                                      |                             |                         |
| 4 × 400 m      | 2–5           | Finland Teresa Perttilä Inka Pöyry Eerika Koivuniemi Laura Loponen | Sverige Lathifa Afrah Tilde Bjerager Emilia Mandl Moa Granat |                             |                         |
| 4 × 400 m      | 2–5           | 3.46,67                                                            | 3.49,08                                                      |                             |                         |
| Höjdhopp       | 6–5           | Ingrid Ronge (SVE)                                                 | Neea-Maria Joki (FIN)                                        | Tuuli Järvinen (FIN)        | Tilde Bjerager (SVE)    |
| Höjdhopp       | 6–5           | 1,78 m                                                             | 1,76 m 0PB0                                                  | 1,76 m 0PB0                 | 1,71 m                  |
| Stavhopp       | 4–7           | Tuuli Järvinen (FIN)                                               | Ella Uddenäs (SVE)                                           | Vanessa Lindberg (FIN)      | Alvah Lind (SVE)        |
| Stavhopp       | 4–7           | 3,94 m                                                             | 3,87 m                                                       | 3,53 m                      | 3,39 m                  |
| Längdhopp      | 7–4           | Ida Jexe Ek (SVE)                                                  | Jenna Vakkilainen (FIN)                                      | Moa Gustafsson (SVE)        | Minja Kurtti (FIN)      |
| Längdhopp      | 7–4           | 5,93 m 0PB0                                                        | 5,68 m 0PB0                                                  | 5,63 m                      | 5,50 m                  |
| Tresteg        | 5–6           | Sanni Lento (FIN)                                                  | Nora Jolbäck (SVE)                                           | Melina Lidberg (SVE)        | Siiri Nyyssönen (FIN)   |
| Tresteg        | 5–6           | 12,07 m                                                            | 11,96 m                                                      | 11,85 m                     | 11,83 m                 |
| Kula           | 6–5           | Jonna Lundgren (SVE)                                               | Tiina Järvinen (FIN)                                         | Anette Saalismaa (FIN)      | Ebba Lind (SVE)         |
| Kula           | 6–5           | 15,63 m 0PB0                                                       | 15,10 m 0PB0                                                 | 14,98 m                     | 13,90 m                 |
| Diskus         | 4–7           | Iiris Veijola (FIN)                                                | Edvina Norberg (SVE)                                         | Anette Saalismaa (FIN)      | Tilda Bernhult (SVE)    |
| Diskus         | 4–7           | 45,38 m                                                            | 41,32 m                                                      | 40,50 m                     | 39,00 m                 |
| Slägga         | 5–6           | Charlotta Sandkulla (FIN)                                          | Malin Garbell (SVE)                                          | Saga Berg (SVE)             | Ellen Uschanow (FIN)    |
| Slägga         | 5–6           | 59,27 m                                                            | 59,10 m                                                      | 58,62 m                     | 57,41 m                 |
| Spjut          | 3–8           | Salla Koskimäki (FIN)                                              | Emilia Rouvinen (FIN)                                        | Emelie Olsson (SVE)         | Matilda Åkerman (SVE)   |
| Spjut          | 3–8           | 50,01 m                                                            | 49,12 m 0PB0                                                 | 46,86 m                     | 41,07 m                 |
| Trekamp        | 5–6           | Linnéa Svanhall (SVE)                                              | Vilma Väliharju (FIN)                                        | Anni Nurminen (FIN)         | Wilma Nilsson (SVE)     |
| Trekamp        | 5–6           | 2 452 p                                                            | 2 324 p                                                      | 2 323 p                     | 2 279 p                 |

#### Totalställning
|                           | Poäng Sverige–Finland |
| ------------------------- | --------------------- |
| Efter dag 1               | 56–61                 |
| Slutställning (20 grenar) | 102–110               |